# Sam Baroudi
Sam Baroudi (* Sammy Crandall am 29. August 1926 in Akron; † 21. Februar 1948 in Chicago) war ein US-amerikanischer Boxer im Mittelgewicht.
Baroudi bestritt seinen ersten Profi-Kampf am 15. Mai 1945 in der Meadowbrook Bowl von Newark und gewann gegen Jimmy Picollo durch KO in der ersten Runde. In den nächsten zwei Jahren erarbeitete er sich einen Kampfrekord von 35 Siegen, 7 Niederlagen und zwei Unentschieden. In seinem 44. Kampf trat er am 15. August 1947 gegen Newton Smith an. Boroudi schlug Smith in der neunten Runde KO, Smith starb später im Krankenhaus, ohne das Bewusstsein wiedererlangt zu haben. Baroudi verlor die nächsten Kämpfe nach Punkten, konnte dann aber erneut eine Siegesserie starten. Bis zu seinem letzten Kampf ging Baroudi in 52 Kämpfen nie zu Boden.
Am 20. Februar 1948 kämpfte Baroudi in Chicago gegen den späteren Schwergewichtsweltmeister Ezzard Charles. In der zehnten Runde wurde er so hart niedergeschlagen, dass er das Bewusstsein verlor und später im Krankenhaus den Folgen der während des Kampfes erlittenen Hirnblutung erlag. Der geschockte Charles erwog daraufhin, seine Boxkarriere zu beenden, Baroudis Vater überzeugte ihn jedoch durch ein Telegramm, weiterzumachen.